# Mosonszolnok
Mosonszolnok (vyslovováno [mošon-solnok], německy Zanegg, chorvatsky Canig) je obec v Maďarsku v župě Győr-Moson-Sopron, spadající pod okres Mosonmagyaróvár. Nachází se asi 9 km jihozápadně od Mosonmagyaróváru, 47 km severozápadně od Győru a asi 169 km severozápadně od Budapešti. V roce 2023 zde žilo 1 815 obyvatel.
Obcí procházejí vedlejší silnice 8505 a 8506. V Mosonszolnoku se nachází kostel svaté Markéty Antiochijské, reformovaný kostel a kaple svaté Anny.

## Sousední obce
| Růžice kompasu | Nickelsdorf (AT) Hegyeshalom |              | Levél           | Růžice kompasu |
| Růžice kompasu | Várbalog                     | Sever        | Mosonmagyaróvár | Růžice kompasu |
| Růžice kompasu | Várbalog                     | Mosonszolnok | Mosonmagyaróvár | Růžice kompasu |
| Růžice kompasu | Várbalog                     | Jih          | Mosonmagyaróvár | Růžice kompasu |
| Růžice kompasu | Jánossomorja                 | Újrónafő     | Mosonudvar      | Růžice kompasu |